# Fabian Feiner (Fußballspieler)
Fabian Feiner (* 1. Jänner 2006 in Hartberg) ist ein österreichischer Fußballspieler.

## Karriere

### Verein
Feiner begann seine Karriere beim USV St. Lorenzen/Wechsel. Zur Saison 2017/18 wechselte er zum SV Lafnitz. Zur Saison 2018/19 wechselte er in die Jugend des FC Admira Wacker Mödling, bei dem er ab der Saison 2020/21 auch sämtliche Altersstufen in der Akademie durchlief.
Im Juli 2023 erhielt Feiner einen Profivertrag beim Zweitligisten und rückte in den Profikader. Im selben Monat gab er im ÖFB-Cup gegen den ASK Klagenfurt sein Profidebüt. Im August 2023 debütierte er dann auch in der 2. Liga, als er am dritten Spieltag der Saison 2023/24 gegen den SV Horn in der 81. Minute für Martin Rasner eingewechselt wurde.

### Nationalmannschaft
Feiner spielte im September 2021 erstmals für eine österreichische Jugendnationalauswahl. Im September 2022 debütierte er gegen Dänemark für das U-17-Team.